# Gille Brigte, 3. Earl of Strathearn

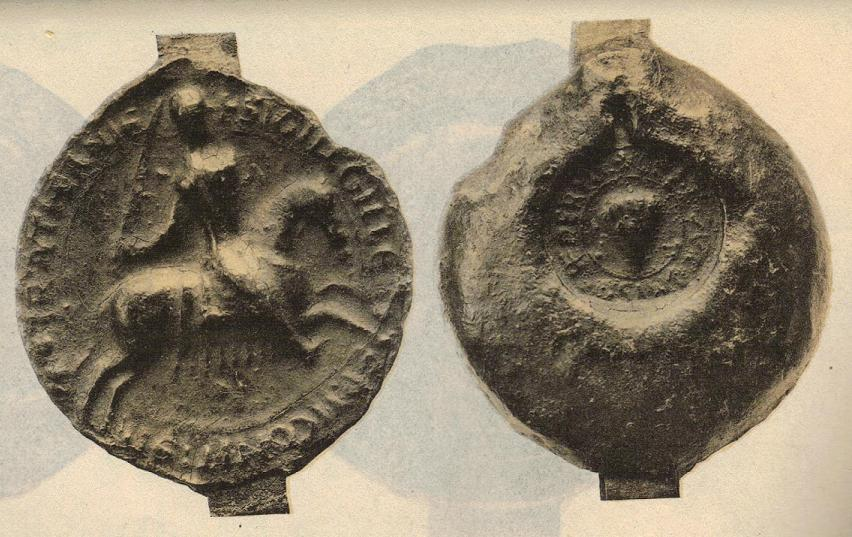
Siegel von Gille Brigte, 3. Earl of Strathearn

Gille Brigte, 3. Earl of Strathearn (englisch Gilbert, * um 1150; † 1223), war ein schottischer Adeliger.

## Herkunft und Dienst für die Krone
Gille Brigte entstammte einer gälischen Familie. Er war ein Sohn von Ferchard, 2. Earl of Strathearn, der Name seiner Mutter wird mit Ethen oder Ethne angegeben, deren Abstammung jedoch unbekannt ist. Er wird erstmals 1164, noch zu Lebzeiten seines Vaters, als Zeuge für König Malcolm IV. auf einer Schenkungsurkunde an die Mönche der Abtei von Scone genannt. Obwohl sein Vater 1160 erfolglos gegen König Malcolm IV. rebelliert hatte, konnte Gille Brigte nach seinem Tod 1171 das Erbe antreten und auch den Titel übernehmen. Vor 1178 übergab Gille Brigte Muthill und sechs weitere Güter an seinen jüngeren Bruder Malise, der dafür mit einer Knight’s fee sein Vasall wurde. König Wilhelm I. übergab Gille Brigte 1179 zum Dank für seine Unterstützung in Nordschottland Landbesitz in Strathspey als Lehen, wenig später übergab der König ihm Madderty. Zwischen 1211 und 1214 erhielt er von König Wilhelm Landbesitz in Ure und Lethindie, der bis dahin seinem Bruder Malise gehört hatte. Zu Beginn des 13. Jahrhunderts diente er neben anderen Adligen und Prälaten als königlicher Richter in Scotia, dem nördlichen Teil Schottlands nördlich des Forth. Nach dem Tod von König Wilhelm gehörte Gille Brigte im Dezember 1214 zu den Magnaten, die den jungen Thronerben Alexander zur Inthronisation nach Scone geleiteten.

## Tätigkeit als Stifter
Gille Brigte zeigte wie sein Vater ein starkes Interesse an kirchlichen Belangen. Er unterstützte die Reform der iro-schottischen Kirche nach den Regeln der lateinischen Kirche. Vor 1200 übergab er ein Drittel seiner Ländereien an das Bistum Dunblane, damit gilt er als eigentlicher oder zumindest als zweiter Gründer des Bistums. Aufgrund seiner Schenkungen wurde er Patronatsherr des Bistums. Er unterstützte mehrfach die kurz zuvor vom Orden der Culdeer gegründete Lindores Abbey. Nach dem Tod seines ältesten Sohns Gillechrist stiftete er das Augustinerpriorat Inchaffray, wo Gillechrist beigesetzt wurde. Seine Stiftung bedachte er mit reichen Schenkungen. Zudem sind von ihm aus der Zeit zwischen 1190 und 1220 etwa zwei Dutzend weitere Schenkungen an Kirchen und Klöster bekannt. In den 1190er Jahren führte Gille Brigte einen aufwändigen Haushalt nach anglonormannischem Vorbild, zu dem ein Marschall, ein Judex, ein Dapifer, ein Kaplan, ein Verwalter und weitere Ämter gehörten. Nach Gille Brigtes Tod verschwanden diese Ämter wieder bis auf das Amt des Marschalls.

## Ehen und Nachkommen
Gille Brigte war zweimal verheiratet. Die erste Ehe wurde mit Maud (auch Mathilda), einer Tochter des anglonormannischen Adligen William d’Aubigny, 3. Earl of Arundel geschlossen. In zweiter Ehe war er mit Yselda (oder Ysende) of Gask verheiratet, die Ländereien in Abercairny besaß. Aus beiden Ehen stammten mindestens zehn Kinder:
- Gilchrist († 1198/9)
- William († 1210)
- Ferthed (oder Ferteth) († 1208)
- Robert, 4. Earl of Strathearn (um 1180–1244)
- Fergus († 1247)
- Malise, Laird of Rossie († 1272)
- Gilbert († 1232)
- Mathilda ⚭ Malcolm, 5. Earl of Fife
- Cecilia ⚭ Sir Walter of Ruthven
- Ethna ⚭ David Hay, 2. Laird of Erroll († 1241)

Gille Brigte starb in einem für diese Zeit hohen Alter von etwa 73 Jahren eines natürlichen Todes. Er hatte verfügt, mit seiner Frau in seiner Stiftung Inchaffray Priory beigesetzt zu werden. Allen seinen Söhnen vermachte er Landbesitz in Strathearn. Sein Haupterbe wurde sein ältester überlebender Sohn Robert.